# مارتین گلوور
مارتین گلوور (انگلیسی: Martin Glover؛ زادهٔ ۲۷ دسامبر ۱۹۶۰) یک موسیقی‌دان اهل بریتانیا است.